# 스카글리아투코투코
스카글리아투코투코(Ctenomys scagliai)는 투코투코과에 속하는 설치류의 일종이다. 아르헨티나 북부 투쿠만주 모식산지의 토착종이다. 일반명과 학명은 아르헨티나 박물학자 스카글리아(Galileo Juan Scaglia, 1915–1989)의 이름에서 유래했다. 핵형은 2n=36과 FN=64이다.